# Küsse nie nach Mitternacht
Küsse nie nach Mitternacht is een single van de Zweedse schlagerzangeres Siw Malmkvist. Het lied is geschreven door Christian Bruhn en Georg Buschor.

## Hitnotering
| Titel              | Titel                 | Titel    | Titel | Titel            |
| Hitlijst           | Datum van binnenkomst | Week:    | 1     | Laatste notering |
| ------------------ | --------------------- | -------- | ----- | ---------------- |
| Nederlandse Top 40 | 13-02-1965            | Positie: | 39    | 13-02-1965       |